# Columbia, Pennsylvania
Columbia är en kommun av typen borough i Lancaster County i Pennsylvania. Vid 2010 års folkräkning hade Columbia 10 400 invånare.

## Kända personer från Columbia
- Schuyler Enck, friidrottare